# Macrosiphum hellebori
Macrosiphum hellebori är en insektsart. Macrosiphum hellebori ingår i släktet Macrosiphum och familjen långrörsbladlöss. Inga underarter finns listade i Catalogue of Life.